# Грозненський округ
Грозненський округ — адміністративно-територіальна одиниця Терської області Російської імперії, що існувала в 1888—1921 роках.
Адміністративний центр — місто Грозний.

## Історія
Грозненський округ був утворений в 1888 році, в результаті реформування військово-народного управління Терської області. Раніше на цій території розташовувалися Ічкерінський, Чеченський та Аргунський округи. У 1905 році зі складу округу було виділено Веденський округ.
Скасовано 1921 року, коли його територія увійшла до складу Горської АРСР.

## Населення

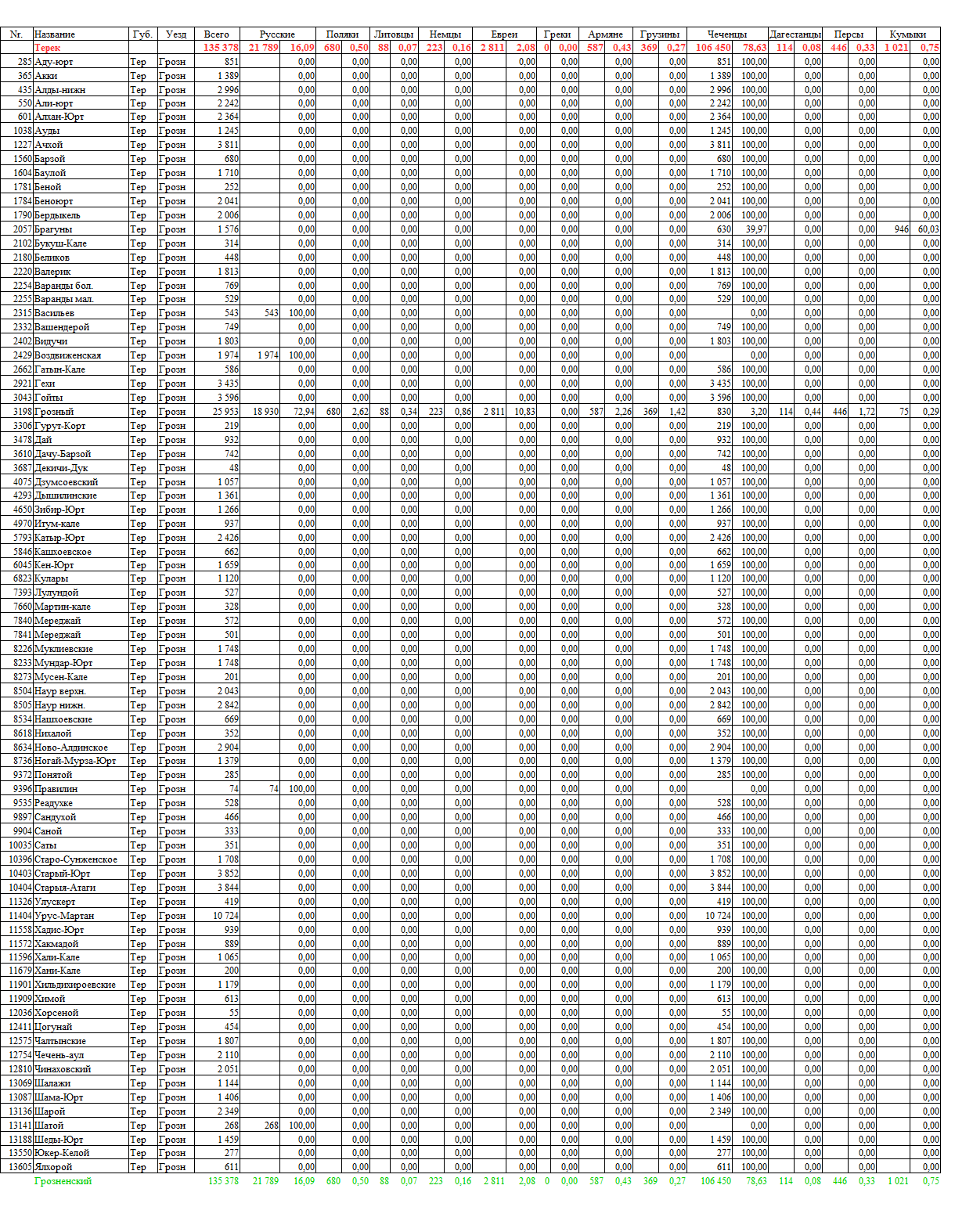
Грозненський округ на 1908 рік

За переписом 1897 населення округу становило 226 035 осіб
За національним складом:
Неможливо визначити кількість стовпців

## Адміністративний поділ
У 1913 році до складу округу входило 67 сільських правлінь:
| - Алі-Юртське — с. Алі-Юрт, - Алхан-Юртське — с. Алхан-Юрт, - Аудицьке — с. Ауди, - Ачхойське — с. Ачхой, - Баулоївське — с. Баулой, - Бенгароївський — с. Бенгарой, - Бено-Юрт — с. Бено-Юрт , - Бердикаль — с. Бердикаль , - Бечикське — с. Бечик, - Більше-Варандинське — с. Великі Варанди, - Борзоєвське — с. Борзой, - Брагуни — с. Брагуни, - Бугуроївське — с. Бугурой, - Верхньо-Наурсковське — с. Верхнє Наурське, - Відучинське — с. Видучи, - Воздвиженська — сл. Воздвиженська, - Гатин-Калинське — с. Гатин-Кала, | - Гехи — с. Гехі, - Гойти — с. Гойти, - Голанчезьке — с. Ахбоса, - Гурут-Кортинське — с. Гурут-Корт, - Гухоєвське — с. Гухой, - Гучум-Каліське — с. Гучум-Калі , - Даївське — с. Дай, - Дачу-Борзоєвське — с. Дачу-Борзой, - Ітум-Калинське — с. Ітум-Калі, - Кень-Юрт — с. Кень-Юрт, - Кийське — с. Верхній Кий, - Кулари — с. Кулари, - Мало-Варондинське — с. Малі Варонди, - Мерджой-Берем — с. Мерджой-Берем, - Мирожойське — с. Мирожой, - Мужиарське — с. Мужиара, - Мундар-Юрт — с. Знам'янське, | - Нижньо-Наурське — Нижньо-Наурське, - Нікаройське — с. Нікарой, - Ніхалойське — с. Ніхалой, - Ново-Алдинське — с. Ново-Алдинське, - Ново-Атагинське — с. Нові Атаги, - Новий-Юрт — с. Новий-Юрт, - Пероївське — с. Перой, - Сайройське — с. Сайрой, - Сандухівське — с. Сандухой, - Саттинське — с. Сатти, - Санойське — с. Саной , - Старо-Сунженське — с. Старо-Сунженське, - Старі Атаги — с. Старі Атаги, - Старий Юрт — с. Старий Юрт, - Тазбичунське — с. Тазбичу, - Трускаройське — с. Трускарой, - Урус-Мартан — с. Урус-Мартан, | - Ушкалойське — с. Ушкалой , - Хадіс-Юрт — с. Хадіс-Юрт, - Хайбахське — с. Хайбах, - Хакмадойське — с. Хакмадой, - Халі-Калеське — с. Халі-Кале, - Хангихойське — с. Хангіхой, - Хожі-Калеське — с. Хожі-Кале, - Хімойське — с. Хімой , - Хулундойське — с. Хулундой, - Цогунойське — с. Цогуной, - Шалажі — с. Шалажі, - Шама-Юрт — с. Шама-Юрт, - Шаройське — с. Шарой, - Шатой — с. Шатой , - Шикаройське — с. Шикарой , - Ялхароївський — с. Нижній Ялхар. |